# Star Wars: The Empire Strikes Back (jeu vidéo, 1992)
Pour les articles homonymes, voir Star Wars: The Empire Strikes Back.
Star Wars: The Empire Strikes Back est un jeu vidéo d'action édité par JVC, sorti en 1992 sur NES et Game Boy.
Le jeu est adapté de Star Wars, épisode V : L'Empire contre-attaque.

## Accueil
- Electronic Games : 55% (Game Boy)[1]
- Joypad : 88% (Game Boy)[2].